# Na na na (na na na na na na na na na)
«Na na na (na na na na na na na na na)» es una canción de género punk de la banda estadounidense My Chemical Romance. Es la segunda pista y primer sencillo de su álbum Danger days: the true lives of the Fabulous Killjoys, publicado en 2010. Tuvo su estreno radial el 22 de septiembre de aquel año.
El vocalista de la banda escribió la canción alrededor de enero de 2010, durante una estadía en el desierto, y fue lo que motivó a la agrupación a volver al estudio de grabación y componer nuevas canciones para el disco. Posee en su instrumentación pesadas percusiones, letras burlonas, despectivas y en cierta medida violentas, y un estribillo en el que se canta repetidamente na-na-na, acerca de lo cual el vocalista Gerard Way ha comentado que es «muy básico, humano y tonto» y que «extrañaba eso en el rocanrol».
El videoclip del tema, publicado en octubre de 2010, muestra a la banda en el desierto, teniendo una batalla con pistolas contra unos hombres enmascarados; el clip fue inspirado, entre otras cosas, en libros y películas de ciencia ficción de fines de los años setenta y principios de los ochenta, y en el arte pop. La canción, además, se utilizó como la apertura de prácticamente todos los conciertos realizados para la promoción del disco.

## Composición
La edición del álbum de la canción comienza con una introducción llamada «Look alive, sunshine». Gerard Way se había propuesto buscar una frase icónica con la que el álbum empezara, y mientras estaba en el estudio escribió en un pizarrón las palabras look alive, sunshine; la idea era convertirlas en «una declaración verdaderamente atemporal, como decir inmediatamente algo como “vigila tu trasero” [...]; quería decir algo más atemporal que esa frase, pero que tuviera el mismo sentimiento».
Way escribió la canción alrededor de enero de 2010, mientras estaba en el desierto con su esposa. De acuerdo con él, la banda estaba disconforme con el progreso de las sesiones de grabación del cuarto álbum, hasta que grabaron «Na na na». También declaró:

Ese fue el momento en que dijimos «esta canción lo cambia todo. Ahora empezaremos de nuevo. Empezaremos de nuevo con [el productor Rob] Cavallo, y lo haremos ahora mismo». Hasta ese momento habíamos sentido que estábamos en esta especie de pausa creativa, y como artistas eso realmente se compara a estar muerto. Así que, estaba muy mal, la atmósfera no era buena, pero luego vino «Na na». Y luego, muy repentinamente, estaba esta auténtica y gran intensidad en nosotros, y esa era la fuerza que necesitábamos para escarbar profundo y grabar otro álbum.

El bajista Mikey Way ha comentado que «Na na na» «fue como el big bang del álbum, que de alguna forma destruyó todo lo que ya habíamos escrito y definió una referencia para lo que más tarde escribiríamos y definió una atmósfera para lo que sería Danger days».

## Contenido
Acerca del título, el vocalista ha dicho que el hecho de darle a la canción el nombre de «Na na na» «es en importante medida para mí parte de lo nuevo: es tan básico, humano y tonto. Yo de alguna forma extrañaba eso en el rocanrol, extrañaba esa actitud propia de los Ramones, el elegir una expresión tonta como gabba y hacer de ella algo importante».
La pista «Look alive, sunshine», que consiste en un monólogo de un personaje llamado Dr. Death Defying, deriva —de acuerdo con Sara D. Anderson de la Radio AOL— en la canción «Na na na» a través de «un torrente de pesadas percusiones, ofreciendo un machacador estribillo de propulsores y repetitivos nananás liderados por Gerard Way y compañía, los Fabulous Killjoys». Este estribillo fue descrito como «inolvidable» por la revista Spin, que también define a la canción como «un himno punk en-tu-cara con candentes guitarras [y] un break épico». El vocalista de la banda ha comentado que la canción «es la “Hey ya!” punk-rock», y que «suena como una gran pandilla de niños gritando. Es muy estúpido, realmente». Algunas de las grabaciones de guitarras de la canción son en realidad samples de teclados que la banda llamó black metal guitars.
El cantante ha dicho que escribir la canción fue un acto de honestidad respecto de qué sentía por el disco que acababan de grabar y que más tarde sería desechado (Conventional weapons). La letra de «Na na na» es descrita por la revista Spin como un «discurso burlón y despectivo», y da como ejemplo las líneas «pisa el acelerador / mátalos a todos / dame amor, aunque no lo necesito». La canción sugiere al oyente que debería «festejar con un bidón de gasolina», y finaliza diciendo «tira del pasador / deja que el mundo explote»; al respecto, Way ha señalado que «ese es el único tipo de lenguaje vernáculo que tenemos en estos días: bombas, pistolas, cuchillos, vidrios rotos. [...] Los videojuegos se han asegurado de que la violencia ya no sea violencia, hasta que te pase a ti. Esas líneas citadas [de la canción] son un resultado directo de nuestro lenguaje; yo siempre he hablado en extremos. Es como poner el noticiero y oír: “Veinte muertos”. La violencia en el álbum es como violencia de videojuego; está pixelada, es violencia de baja resolución». Además, ha agregado que «no estamos diciéndote que hagas explotar al mundo. [...] Dejé de estar interesado en la rebelión hace mucho tiempo; siento que esta generación no tiene interés en ella, tampoco». Way ha expresado que la línea «thought you was Batman» («creías que eras Batman») es probablemente una de sus favoritas que ha escrito jamás.

## Publicación y promoción

### Publicación y difusión de la canción

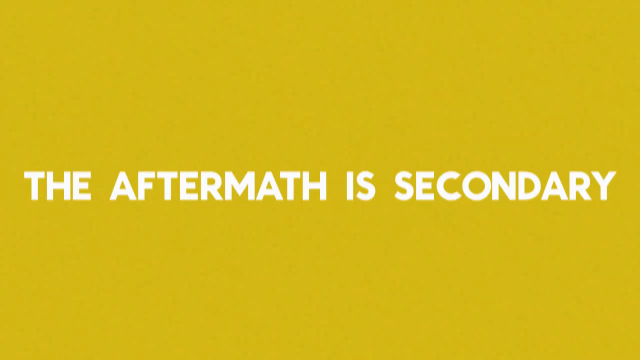
The aftermath is secondary (Las consecuencias son secundarias) es uno de los eslóganes que aparecen en el tráiler Art is the weapon

Pocos días después de que Gerard Way difundiera a través de Twitter una imagen con los textos The aftermath, Na na na na na na... y Look alive, sunshine, la revista estadounidense Entertainment Weekly y otros medios publicaron a principios de septiembre de 2010 la noticia de que diferentes artistas habían regrabado éxitos actuales o futuros sencillos para el juego de computador Los Sims 3: Al caer la noche. Entre ellos se encuentra My Chemical Romance, quienes grabaron una nueva versión de esta canción en simlish, el idioma ficticio del juego.
El día viernes 17 de septiembre de 2010, la banda publicó en su cuenta oficial de YouTube un tráiler del álbum llamado Art is the weapon, en el que se incluyeron fragmentos de «Na na na». El video tiene un estilo que ha sido comparado con las películas de Quentin Tarantino, y ha sido descrito como una mezcla posapocalíptica de punk rock, ciencia ficción y el salvaje oeste. La banda ha explicado que, originalmente, no planeaban que la canción fuera lanzada como sencillo, así como tampoco pensaban hacer un videoclip para ella. Sin embargo, el miércoles 22 de septiembre de 2010, «Na na na» fue estrenada en su totalidad en diferentes radios del mundo como WRFF de Filadelfia, BBC Radio 1 del Reino Unido y KROQ de Los Ángeles, con lo que se convirtió en el primer sencillo y la primera canción en hacerse pública de Danger days.
«Na na na» se encuentra disponible como descarga en el juego Guitar hero: Warriors of rock, para la videoconsola Xbox 360. Asimismo, fue incluida en una escena de la película cómica de 2012 American pie: El reencuentro. El 16 de abril de 2011 se lanzó una edición limitada del sencillo en formato de disco de vinilo de 7", como una forma de celebrar el Record Store Day (Día de las Tiendas de Discos). El disco —del que se hicieron solo dos mil copias— incluyó como lado B a la canción «Zero percent». También fue tema central de un evento de la WWE: Tables Ladders and Chairs del año 2010.

### Videoclip
El guitarrista Ray Toro ha comentado sobre el videoclip lo siguiente: «La respuesta que recibimos [al tráiler Art is the weapon] fue tan grande que dijimos: “Oh, maldición, ahora tenemos que hacer un video completo para esto”. Usamos algunas ideas más para completar el tráiler». El clip fue filmado un día de septiembre, desde las seis de la madrugada hasta las nueve de la noche bajo la codirección de Gerard Way, quien ha declarado que para tales efectos pidieron «realmente poco dinero» a la compañía discográfica. Algunas escenas se grabaron en una gasolinera abandonada, que está ubicada a 65 mi de Los Ángeles. La banda aparece en un automóvil Pontiac Trans Am, conducido por un doble de acción de las películas de Rápido y furioso, mientras que sus trajes los crearon Gerard Way junto con Colleen Atwood, diseñadora de vestuario que ha trabajado en muchas de las películas de Tim Burton.
El video, estrenado el jueves 14 de octubre, muestra a la banda junto a una pequeña niña en el desierto, conduciendo a alta velocidad y teniendo una batalla con pistolas láser contra unos hombres con máscaras de Drácula. Al final del video, la niña es raptada por miembros de la corporación Better Living Industries. MTV señaló que el clip tiene «un ritmo para romper cuellos, despectiva jactancia y diseños hiperquinéticos e hipercoloridos». La grabación del video fue calificada por Way como el mejor momento de su carrera: «[El mejor momento] solía ser cuando caminé en el plató del video de “Black Parade”, pero ahora es ese momento en que puedo recordar al sol brillando sobre nosotros, con suciedad por todas partes, arena y todos nosotros corriendo y disparando pistolas láser. Ese fue el mejor momento para mí».

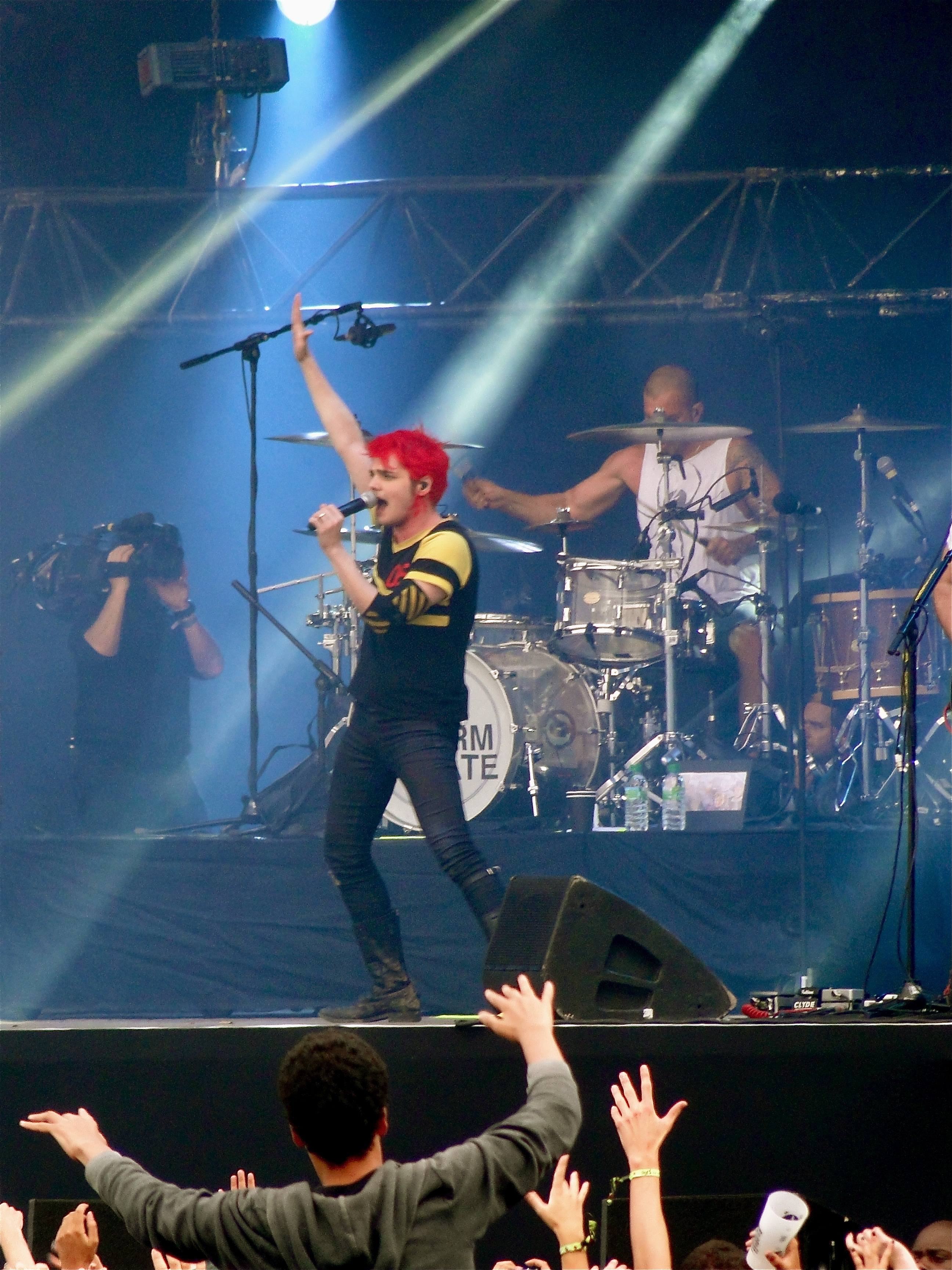
Gerard Way en un concierto en agosto de 2011

La película Blade runner ha sido señalada por la banda como una gran inspiración para el video, así como otros filmes de ciencia ficción de fines de los años setenta y principios de los ochenta, portadas de libros de ciencia ficción, el motocross vintage de los ochenta («porque era muy brillante y colorido») o el arte pop. MTV.com identificó a lo largo del clip diferentes referencias a la cultura popular, entre las que se incluyen guiños a las películas Easy rider, Mad Max, The wizard, Los Caraduras, Star wars, Terminator 2: El juicio final y The warriors, así como al isotipo de la petrolera estadounidense Mobil, al director italiano de spaghetti westerns Sergio Leone o a los robots de juguete Shogun Warriors de Mattel. Según ha declarado Way, el desarrollo del concepto para el video se prolongó por tres o cuatro años.

### Interpretaciones en directo
«Na na na» se utilizó en muchos conciertos como la canción de apertura del repertorio en la gira promocional del álbum, The World Contamination Tour, así como en la gira Honda Civic Tour 2011. La banda tocó la canción en el programa de televisión Jimmy Kimmel live!, el 18 de noviembre de 2010, además de interpretar también su sencillo «SING». Una interpretación notable del tema fue la realizada en el espectáculo previo de un partido de fútbol americano en el Estadio de Wembley de Londres (Inglaterra), el 31 de octubre de 2010. El encuentro perteneció a la International Series de la liga estadounidense NFL, y en él se enfrentaron los equipos San Francisco 49ers y Denver Broncos. Gerard Way declaró: «Fue genial, porque es una canción que trata sobre drogas duras y sobre hacer explotar el mundo, y lo estábamos haciendo literalmente con una banda de desfile, cheerleaders, pirotecnia y un partido de fútbol americano a punto de comenzar... fue increíble; fue muy subversivo y genial». En esta presentación la banda también interpretó el sencillo «Welcome to the Black Parade», de su tercer álbum.

## Recepción

### Crítica
IGN la describe como «un himno pop contagioso de paso acelerado, con suaves matices punk e increíblemente buena». De igual manera, Rolling Stone afirma que «va a ser difícil encontrar gente que odie canciones como “Na na na (na na na na na na na na na)”, un himno que es provocativo e insultante incluso cuando te invita a cantar». Por su parte, Luke Lewis, de la revista NME, admite que algunos podrían haber pensado que el momento exitoso de la banda había pasado, pero argumenta que «cualquiera de esos miedos han sido dispersados con vehemencia por el tráiler del cuarto álbum [...], y ahora por la versión completa de la canción»; además, agrega que esta «carece un poco de la pomposidad que dañaba a The Black Parade: es tal su estruendosa fuerza, que tiene más cosas en común con una pista como “I'm not okay (I promise)” que con, digamos, “I don't love you”. Pero también se siente como una nueva dirección, lo que es una evidencia de una encarnación de la banda que es nueva, con fuerza turbo y más colorida».
Por otro lado, la revista Alternative Press sostiene que el tema «tiene todos los clichés de una canción de rock ampulosa: letras acerca de consumir drogas, guitarras armonizadas y un solo de guitarra con tapping. Lo único que en realidad sorprende en esta ecuación musical es la forma en que MCR se las arregla para hacer de estos elementos algo propio». The A.V. Club comenta que «tan vergonzoso como es escribir su título, “Na na na (na na na na na na na na na)” es incluso más vergonzosa de escuchar. [...] Su idiotez machacadora y repetitiva puede que sea también el último suspiro del punk infantil. Lo triste es que MCR no solían ser así de tontos».

### Posición en listas musicales
La canción logró posicionarse en al menos once listas musicales alrededor del mundo, las que se identifican en la siguiente tabla:
| Lista (2010)                     | Posición más alta |
| -------------------------------- | ----------------- |
| Austria Singles Top 75           | 71                |
| Canadian Hot 100 (Billboard)     | 70                |
| Dutch Singles Chart              | 86                |
| Japan Hot 100                    | 9                 |
| New Zealand RIANZ Singles Chart  | 33                |
| Swedish Singles Top 60           | 44                |
| UK Singles Top 75                | 31                |
| U.S. Billboard Hot 100           | 77                |
| U.S. Billboard Alternative Songs | 19                |
| U.S. Billboard Digital Songs     | 51                |
| U.S. Billboard Rock Songs        | 27                |

## Lista de canciones
Versión 1 (CD promocional)

| N.º | Título                                                     | Duración |  |
| 1.  | «Na na na (na na na na na na na na na)» (edición de radio) | 3:23     |  |

Versión 2  (CD y vinilo de 7")

| N.º | Título                                  | Duración |  |
| 1.  | «Na na na (na na na na na na na na na)» | 3:23     |  |
| 2.  | «Zero percent»                          | 2:46     |  |